# Humberto González
Humberto „Chiquita” González (ur. 25 marca 1966 w Nezahualcóyotl) – meksykański bokser, zawodowy mistrz świata kategorii junior muszej.
Przez cała karierę walczył w wadze junior muszej. Rozpoczął karierę boksera zawodowego w 1984. Pierwszą walkę wygrał na punkty, a spośród następnych 22 stoczonych do końca 1988 dwadzieścia przez nokaut lub techniczny nokaut. W 1987 zdobył tytuł zawodowego mistrza Meksyku kategorii junior muszej, który dwukrotnie obronił w 1988.
Swą pierwszą zagraniczną walkę odbył 25 czerwca 1989 w Jeonju w Korei Południowej. Stawką był tytuł mistrza świata organizacji WBC, a przeciwnikiem obrońca tego tytułu Lee Yul-woo. González zwyciężył na punkty i został nowym mistrzem świata. 9 grudnia tego roku w Daegu obronił tytuł po wygranej na punkty z innym Koreańczykiem Changiem Jung-koo.
Czterokrotnie skutecznie bronił tytułu mistrzowskiego w 1990, a pokonani zostali: Francosco Tejedor (24 marca w mieście Meksyk przez nokaut w 3. rundzie), Luis Monzote (4 czerwca w Inglewood przez techniczny nokaut w 3. rundzie), Lim Jung-keun (23 lipca w Inglewood przez techniczny nokaut w 5. rundzie) i Jorge Rivera (25 sierpnia w Cancún przez techniczny nokaut w 9. rundzie).
W kolejnej walce González niespodziewanie utracił tytuł po przegranej z mało znanym Rolando Pascuą 19 grudnia 1990 w Inglewood przez nokaut w 6. rundzie. Była to pierwsza porażka w karierze Gonzáleza.
Odzyskał tytuł mistrza świata WBC 3 czerwca 1991 w Caesars Palace w Las Vegas po wygranej na punkty z pogromcą Pascuy Melchorem Cobem Castro. W 1992 czterokrotnie zwyciężył broniąc tego pasa, kolejno: Domingo Sosę 27 stycznia w Inglewood na punkty, Kima Kwang-suna 7 czerwca w Seulu przez TKO w 12. rundzie, Napę Kiatwanchai 14 września w Inglewood przez nokaut w 2. rundzie i ponownie Melchora Coba Castro 7 grudnia, również w Inglewood na punkty.
13 marca 1993 w Las Vegas doszło do pojedynku Gonzáleza z niepokonanym mistrzem świata organizacji IBF w wadze junior muszej Michaelem Carbajalem. Stawką był zunifikowany tytuł obu organizacji. Carbajal był liczony w 2. i w 5. rundzie, ale znokautował Gonzáleza w 7. rundzie. Pojedynek ten został uznany za walkę roku 1993 przez miesięcznik The Ring.
González wygrał dwie następne walki w 1993 i 19 lutego 1994 w Inglewood zmierzył się w pojedynku rewanżowym z Carbajalem. Tym razem zwyciężył na punkty i został podwójnym mistrzem świata WBC i IBF. Następnie po wygraniu jednej walki towarzyskiej obronił tytuły mistrzowskie 10 września 1994 w Stateline po wygranej przez techniczny nokaut w 8. rundzie z Juanem Domingo Córdobą, a 12 listopada tego roku w mieście Meksyk zmierzył się po raz trzeci z Carbajalem, wygrywając niejednogłośnie na punkty. 31 marca 1995 w Anaheim González po raz kolejny obronił oba tytuły nokautując w 5. rundzie Jesúsa Zúñigę.
Kolejna walka okazała się ostatnią w karierze Gonzáleza. 15 lipca 1995 w Inglewood Saman Sorjaturong wygrał z nim przez techniczny nokaut w 7. rundzie i został nowym mistrzem świata. Również ten pojedynek został uznany przez The Ring za walkę roku. González ogłosił zakończenie kariery po tej porażce.
Później González otworzył trzy sklepy mięsne i pracował w nich jako rzeźnik.
Został wybrany w 2006 do Międzynarodowej Bokserskiej Galerii Sławy, w tym samym roku co Michael Carbajal.